# شريك المسؤولية
شريك المسؤلية (بالإنجليزية: Accountability partner)‏، هو الشخص المتواجد لمساعدة شخص آخر على الالتزام بأمرٍ ما. وهو مصطلح حديث ظهر منذ التسعينات، ويستعمل عاده من قِبل المسيحيين لمساعده بعضهم البعض على التوقف عن عادات سيئة معينة، كالتوقف عن مشاهدة المواقع الإباحية وغيرها.
بحلول عام 2016 توسع نطاق مساعدة شريك المسؤلية إلى الالتزام باللياقة، أو تطوير الأعمال وغيرها.
أظهرت دراسات جامعة سكرانتون الشمالية أن عدم وجود شريك للأشخاص ليساعدهم في أهدافهم هو ما يجعل 92% من الناس لا يحققون أهدافهم.